# كلوديا داي
كلوديا داي (بالإنجليزية: Claudia Dey)‏ (1972، تورونتو في كندا)؛ صحفية وروائية كندية. درست في جامعة مكغيل.

## روابط خارجية
- كلوديا داي على موقع IMDb (الإنجليزية)
- كلوديا داي على موقع قاعدة بيانات الفيلم (الإنجليزية)